# Королевство Куско

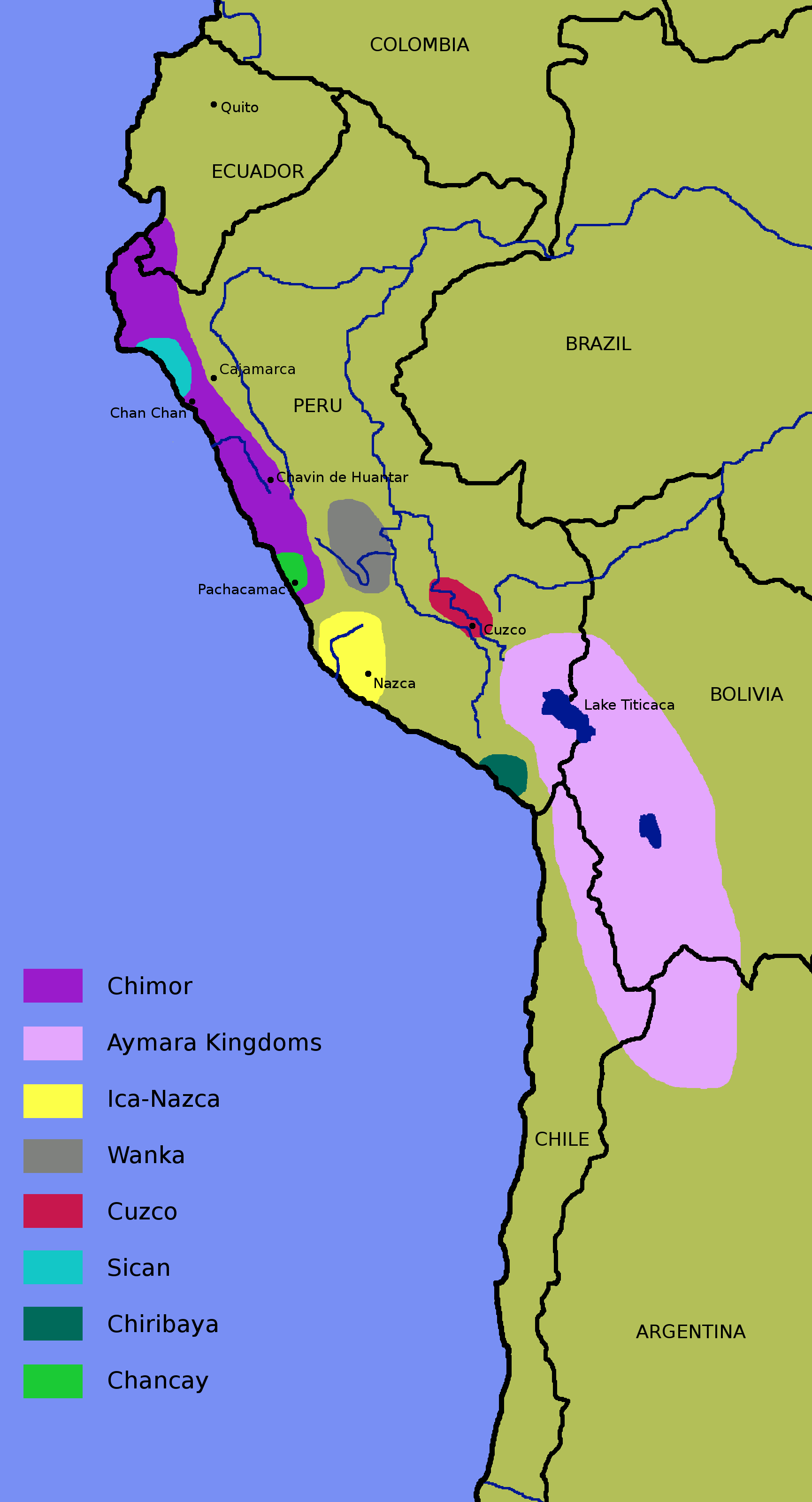
Королевство Куско и другие государства Анд в XIII—XV вв.

Короле́вство Ку́ско (кечуа Qusqu, исп. Cusco (Cuzco)) — небольшое государство, существовавшее в Андах. Основано инками как небольшой город-государство около XII века. Со временем, путём войны и мирной ассимиляции, королевство начало расширяться, в итоге превратившись в Империю инков.

## История
Инки появились как племя в районе Куско около XII века н. э. Под руководством Манко Капака был основан небольшой город-государство Куско.
В 1438 году под командованием Сапа Инки Пачакутека инки начали усиленную экспансию. Земли, которые были завоёваны Пачакутеком, включали почти всю территорию Анд.
Пачакутек реорганизовал королевство Куско в империю, ввёл федеральную систему, которая состояла из центрального правительства с инками во главе и четырёх провинциальных правительств с местными сильными лидерами. Пачакутек, как полагают, основал город Мачу-Пикчу.

### Правители
Сапа Инки Королевства Куско были:
1. Манко Капак
2. Синчи Рока
3. Льоке Юпанки
4. Майта Капак
5. Капак Юпанки

Мало что известно о ранних правителях этого государства. В поздние годы существования имя Капак обозначало военачальника, а имя Синчи — правителя города или региона. Династия берёт начало около 1200 года нашей эры.